# Acrocephalus australis
Acrocephalus australis е вид птица от семейство Acrocephalidae. Видът е незастрашен от изчезване.

## Разпространение
Разпространен е в Австралия.